# 阔羽双盖蕨
阔羽双盖蕨（学名：Diplazium latipinnulum）也称阔羽短肠蕨，为蹄盖蕨科双盖蕨属下的一个种。